# Cora-kolibri
A Cora-kolibri (Thaumastura cora) a madarak osztályának sarlósfecske-alakúak (Apodiformes)  rendjébe és a kolibrifélék (Trochilidae) családjába tartozó Thaumastura nem egyetlen faja.
A magyar név forrással nincs megerősítve.

## Előfordulása
Chile északi és Peru nyugati részén honos, az utóbbi időben Ecuadorban is észlelték. A természetes élőhelye szubtrópusi vagy trópusi éghajlati övezetben lévő síkvidéki száraz és nedves cserjések, valamint erősen leromlott egykori erdők, szántóföldek és vidéki kertek.